# Liverpool Football Club Women
Il Liverpool Football Club Women, indicato anche nella forma contratta Liverpool F.C. Women o semplicemente Liverpool Women, è una squadra di calcio femminile, sezione dell'omonimo club inglese con sede a Liverpool. Milita in Women's Super League, la massima serie del campionato inglese. Ha vinto la Women's Super League in due stagioni consecutive (2013 e 2014).

## Storia

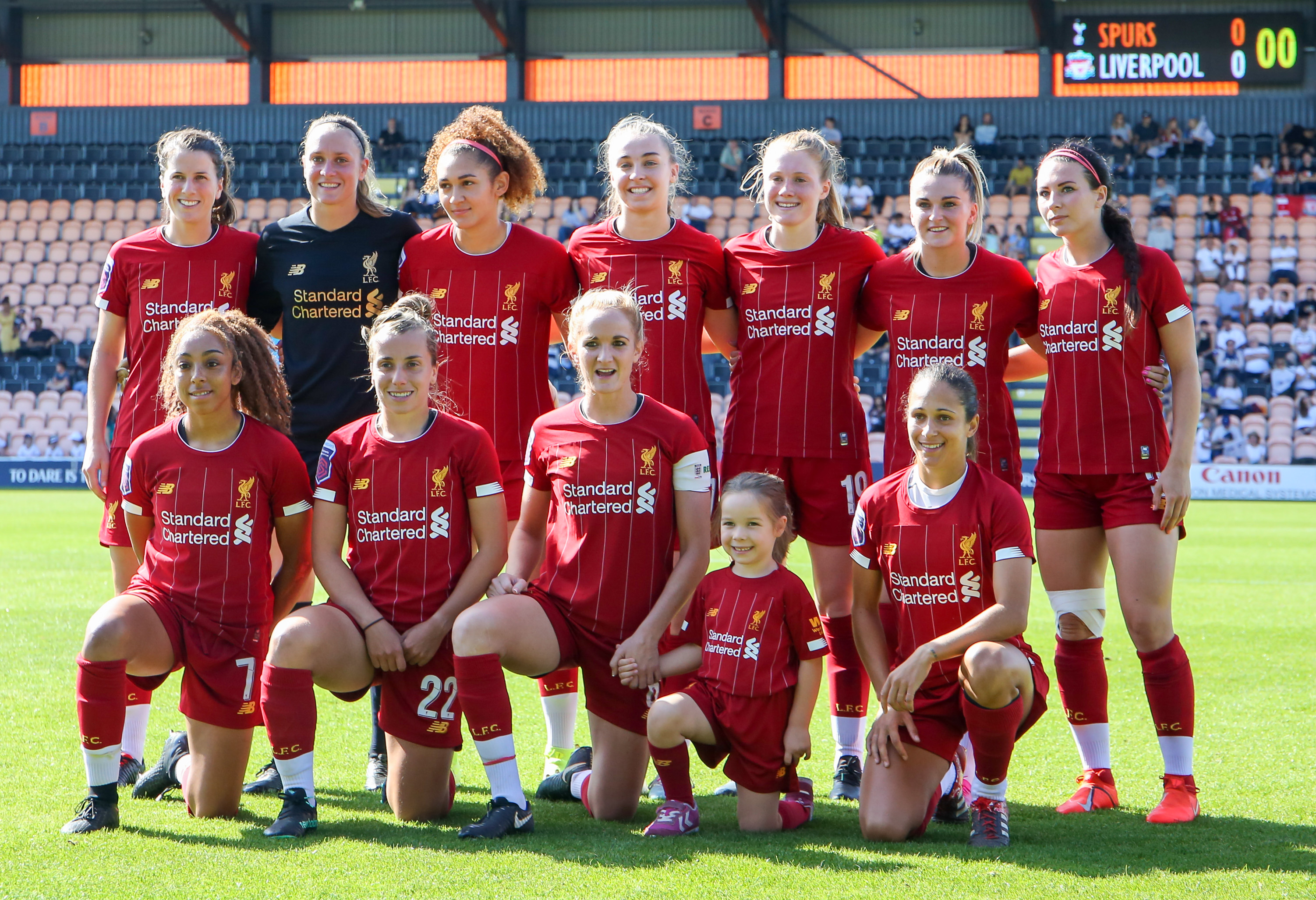
Formazione del Liverpool nella partita di campionato contro il Tottenham il 15 settembre 2019.

Il club nacque come Newton Ladies nel 1989 e, al fine di ottenere l'iscrizione alla massima serie del campionato inglese, cambiò nel 1991 il suo nome in Knowsley United WFC. Al termine del campionato di National Northern Division 1991-1992, la squadra si piazzò al quarto posto e, nell'estate seguente, si rafforzò con calciatrici che giocavano nella nazionale inglese. Questo valse al Knowsley il terzo posto nel campionato seguente e la finale di FA Women's Cup a Wembley, persa contro l'Arsenal. Dal 1993 al 1995 la squadra giunse tre volte di seguito nella finale di FA Women's Cup, senza tuttavia mai vincerla. Nel frattempo, nel 1994 il club era entrato nell'orbita del Liverpool Football Club e aveva assunto la denominazione di Liverpool Ladies Football Club, indicato anche nelle forme contratte Liverpool L.F.C. o Liverpool Ladies. La prima stagione dopo il cambio di nome vide, oltre alla finale di FA Women's Cup, anche il secondo posto in campionato. Nel 1996 la squadra perse la finale di FA Women's Cup per la terza edizione consecutiva.
Nel 2001 la squadra venne retrocessa in Premier League Northern Division e la successiva decade venne caratterizzata da una serie di sali e scendi di categoria tra la National Division e la Northern Division. Alla fine del campionato 2006-2007 di Northern Division, finito al primo posto, la squadra ha riguadagnato il diritto a disputare la Premier League. Dopo due stagioni nella massima serie retrocesse nuovamente nella Northern Division per la stagione 2009-2010, riuscendo però a ritornare subito in Premier League, avendo chiuso il campionato al primo posto e con una sola sconfitta subita. Al club venne assegnato anche il premio fair play dalla federazione inglese, come riconoscimento per aver disputato l'intero torneo senza giocatrici ammonite né espulse.

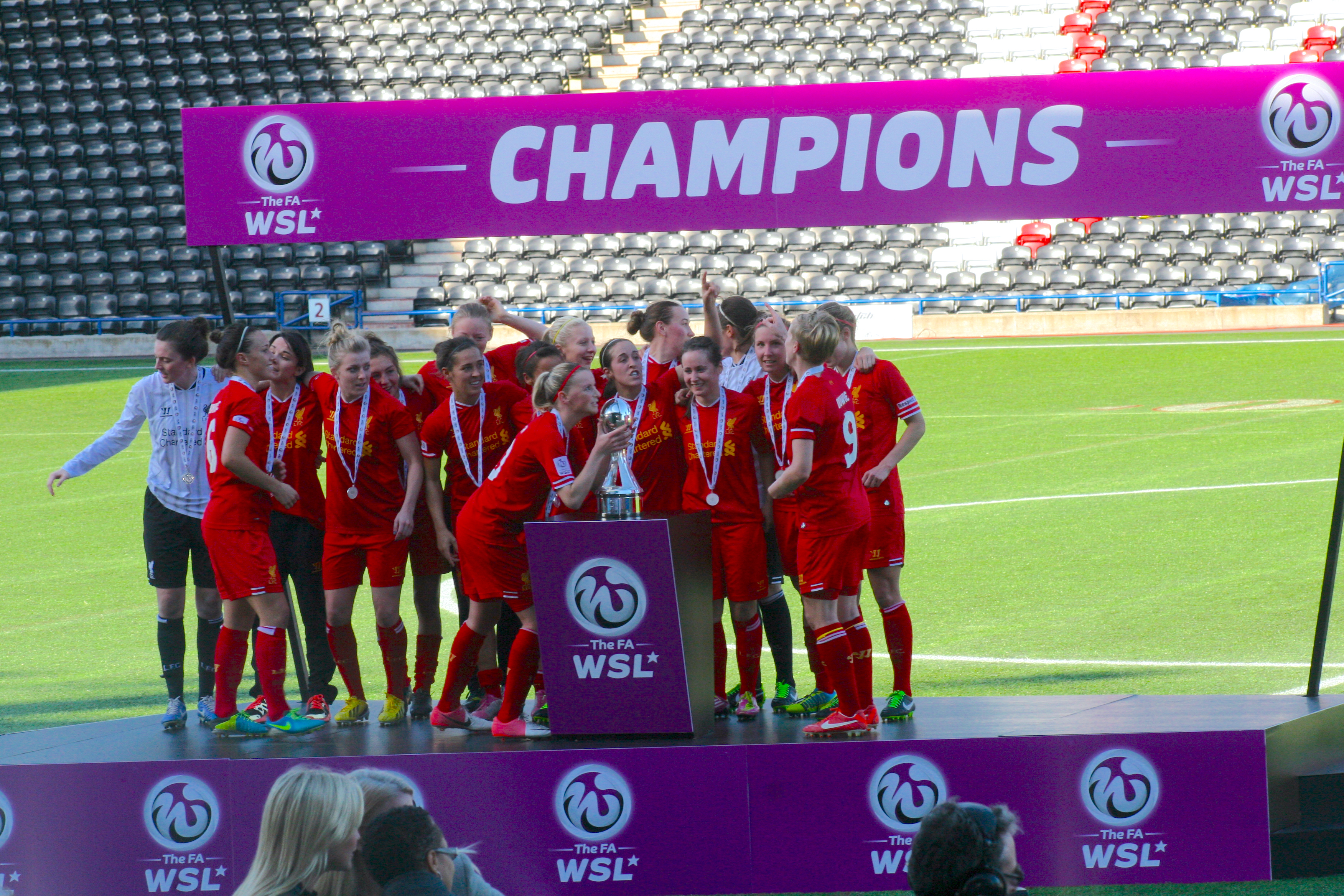
La squadra festeggia la vittoria del campionato nel 2013.

Nell'aprile 2011 il club venne ammesso alla prima stagione della FA Women's Super League, il nuovo campionato di massimo livello di cui è membro fondatore. Dopo i primi due anni disputati senza ottenere risultati di rilievo, al termine della stagione 2013 la squadra vinse il campionato, aggiudicandosi così, oltre al primo trofeo importante nella storia del club, il titolo di campione di Inghilterra e mettendo fine a nove anni di dominio dell'Arsenal. Nel 2013 la squadra venne ufficialmente assorbita dal Liverpool Football Club. Nella stagione successiva si riconfermò campione d'Inghilterra. Grazie a questi successi il Liverpool prese parte all'UEFA Women's Champions League in due stagioni consecutive, venendo, però, eliminato in entrambe le occasioni ai sedicesimi di finale. Nell'edizione 2014-15 la squadra venne eliminata dalle svedesi del Linköping, che nella gara di ritorno ribaltò la vittoria all'andata delle Reds. Nell'edizione 2015-16, invece, furono le italiane del Brescia ad eliminare le Reds con una doppia vittoria per 1-0.
Il 30 luglio 2018, in occasione della ridenominazione del primo livello del campionato inglese da FA WSL 1 a FA Women's Super League, il club annunciò il cambio di nome della squadra in Liverpool Football Club Women, denominazione con cui affrontò il campionato di FA Women's Super League 2018-2019. Nel 2020, a causa della sospensione del campionato per le restrizioni imposte dalla pandemia di COVID-19, la classifica della FA Women's Super League venne stilata in base al rapporto punti conquistati su partite disputate e il Liverpool, ultimo in classifica, venne retrocesso in FA Women's Championship. Alla seconda stagione in seconda serie, nel 2022 la squadra concluse al primo posto la Women's Championship con undici punti di vantaggio sulla seconda in classifica e venne promossa in Women's Super League.

## Palmarès

### Competizioni nazionali
- Campionato inglese: 2

2013, 2014
- Campionato inglese di seconda divisione: 1

2021-2022

### Competizioni regionali
- Northern Division: 3

2003-2004, 2006-2007, 2009-2010

### Altri piazzamenti
- FA Women's Cup:

Finalista: 1995, 1996

## Statistiche

### Partecipazione ai campionati
| Livello | Categoria                        | Partecipazioni | Debutto   | Ultima stagione | Totale |
| ------- | -------------------------------- | -------------- | --------- | --------------- | ------ |
| 1º      | National League Premier Division | 3              | 1991-1992 | 1993-1994       | 26     |
| 1º      | Premier League National Division | 10             | 1994-1995 | 2008-2009       | 26     |
| 1º      | Women's Super League             | 13             | 2011      | 2024-2025       | 26     |
| 2º      | Premier League Northern Division | 6              | 2001-2002 | 2009-2010       | 8      |
| 2º      | Women's Championship             | 2              | 2020-2021 | 2021-2022       | 8      |

### Partecipazione alle coppe
| Competizione                  | Partecipazioni | Debutto   | Ultima stagione | Totale |
| ----------------------------- | -------------- | --------- | --------------- | ------ |
| UEFA Women's Champions League | 2              | 2014-2015 | 2015-2016       | 2      |

## Organico

### Rosa 2024-2025
Rosa come da sito ufficiale.
| N. |                        | Ruolo | Calciatrice            |
| -- | ---------------------- | ----- | ---------------------- |
| 1  | Inghilterra (bandiera) | P     | Rachael Laws           |
| 2  | Inghilterra (bandiera) | D     | Lucy Parry             |
| 3  | Galles (bandiera)      | D     | Gemma Evans            |
| 4  | Inghilterra (bandiera) | D     | Grace Fisk             |
| 5  | Irlanda (bandiera)     | D     | Niamh Fahey (capitano) |
| 6  | Inghilterra (bandiera) | D     | Jasmine Matthews       |
| 7  | Svezia (bandiera)      | A     | Cornelia Kapocs        |
| 8  | Giappone (bandiera)    | C     | Fūka Nagano            |
| 9  | Irlanda (bandiera)     | A     | Leanne Kiernan         |
| 10 | Norvegia (bandiera)    | A     | Sophie Roman Haug      |
| 11 | Canada (bandiera)      | A     | Olivia Smith           |
| 12 | Inghilterra (bandiera) | D     | Taylor Hinds           |
| 13 | Inghilterra (bandiera) | A     | Mia Enderby            |

| N. |                        | Ruolo | Calciatrice            |
| -- | ---------------------- | ----- | ---------------------- |
| 14 | Austria (bandiera)     | C     | Marie-Therese Höbinger |
| 15 | Danimarca (bandiera)   | C     | Sofie Lundgaard        |
| 16 | Australia (bandiera)   | P     | Teagan Micah           |
| 17 | Scozia (bandiera)      | D     | Jenna Clark            |
| 18 | Galles (bandiera)      | C     | Ceri Holland           |
| 19 | Spagna (bandiera)      | C     | Júlia Bartel           |
| 20 | Belgio (bandiera)      | A     | Yana Daniëls           |
| 22 | Inghilterra (bandiera) | P     | Faye Kirby             |
| 23 | Inghilterra (bandiera) | D     | Gemma Bonner           |
| 24 | Scozia (bandiera)      | C     | Samantha Kerr          |
| 29 | Spagna (bandiera)      | D     | Alejandra Bernabé      |
| 34 | Inghilterra (bandiera) | D     | Hannah Silcock         |
| 36 | Inghilterra (bandiera) | C     | Zara Shaw              |